# خاجوراهو
مجموعهٔ تاریخی خاجوراهو که مجموعه‌ای از معابد هستند در ایالت مادیا پرادش در ۶۲۰ کیلومتری دهلی نو واقع شده‌است و یکی از محبوب‌ترین مقصدهای توریستی در هندوستان می‌باشد. این مجموعه به خاطر مجسمه‌سازی وابسته به عشق شهوانی خود که در قرون وسطی تراشیده شده‌اند مشهور است؛ و توسط یونسکو یکی از عجایب هفتگانه در هند در نظر گرفته شده‌است؛ و در میراث جهانی یونسکو به ثبت رسیده‌اند.

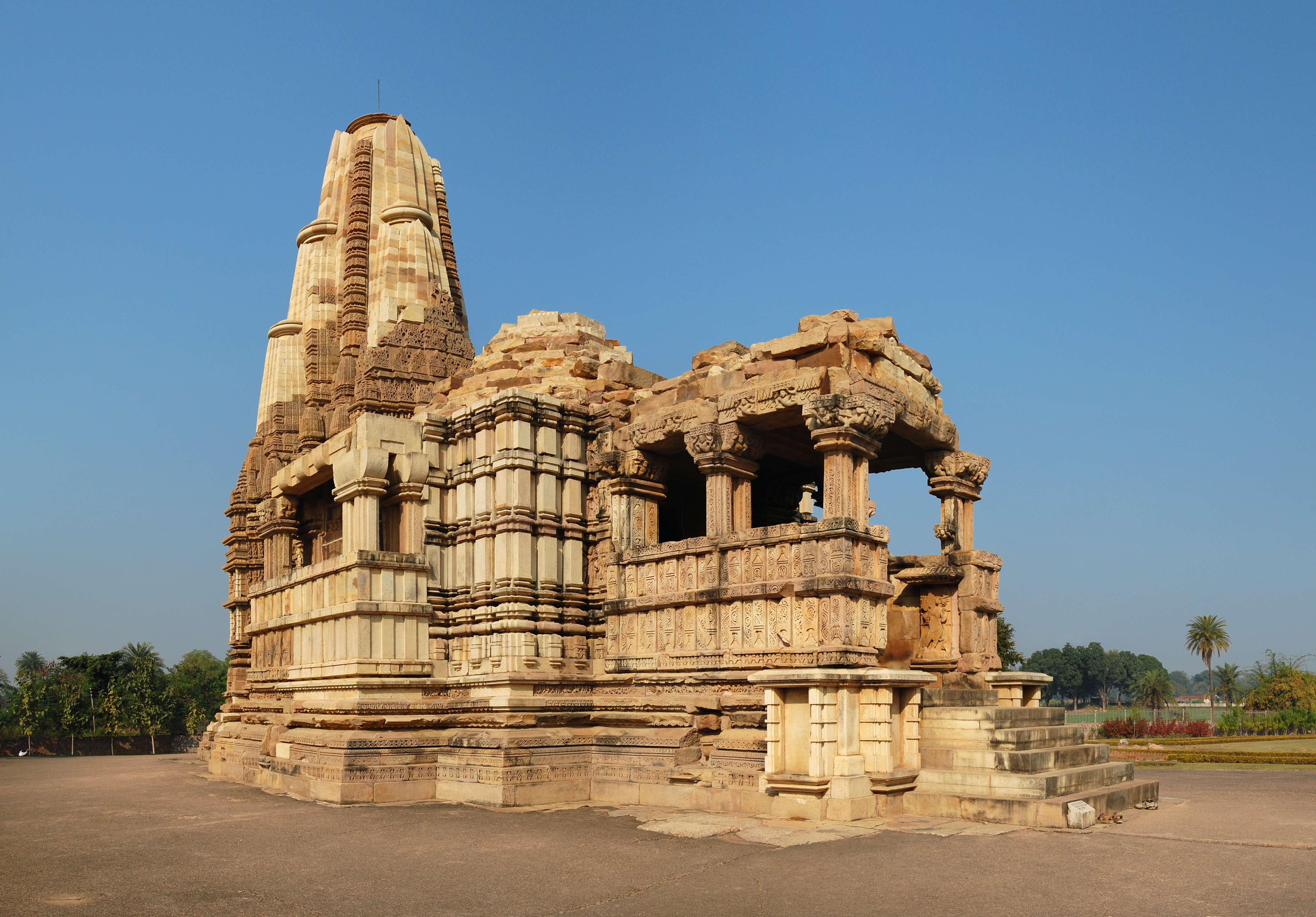
معبد دولادئو یک معبد هندو در خاجوراهو، مادیا پرادش هند است. این معبد به شکل لینگام به خدای شیوا تقدیم شده‌است «دولادئو» به معنای «داماد مقدس» است. این معبد به «ریاضی کونوار» نیز معروف است. معبد رو به شرق است و تاریخ آن به ۱۰۰۰–۱۱۵۰ بعد از میلاد می‌رسد. این آخرین معابد ساخته شده در دوره چاندلا است. مجسمه‌های حک شده در معبد بر خلاف سایر معابد دارای ویژگی‌های بیانی نرمی هستند. دیوارها دارای نمایشی از رقصندگان آسمانی در حالات وابسته به عشق شهوانی و سایر چهره‌ها هستند. به عنوان بخشی از گروه بناهای خاجوراهو این معبد در سال ۱۹۸۶ در فهرست میراث جهانی یونسکو ثبت شد.